# Piergiorgio Bertoldi
Pour les articles homonymes, voir Bertoldi.
Piergiorgio Bertoldi (né le 26 juillet 1963) est un archevêque et nonce apostolique du Saint-Siège.

## Biographie
Il est né à Varèse, capitale de la province de Varèse, le 26 juillet 1963. Il est ordonné prêtre par le cardinal Carlo Maria Martini le 11 juin 1988 pour l'archidiocèse de Milan.

## Carrière diplomatique
Il étudie à l'Académie pontificale ecclésiastique et entre au service diplomatique du Saint-Siège. Il travaille ensuite pour les missions diplomatiques du Saint-Siège en Ouganda (en), au Congo, en Colombie (en), en Yougoslavie (en), en Roumanie, en Iran (en) et au Brésil (en). Le 24 avril 2015, le pape François le nomme archevêque titulaire d'Hispellum (de) et nonce apostolique au Burkina Faso (en) et au Niger (en). Sa consécration épiscopale a lieu le 2 juin 2015 à Venegono Inferiore.
Le 19 mars 2019, le pape François le nomme nonce apostolique au Mozambique (en).
Le 18 mai 2023, le pape François le nomme nonce apostolique en République dominicaine (en) et délégué apostolique à Porto Rico (en).